# Joaquín Mardones
Joaquín Mardones Bissig; (Santiago, 12 de octubre de 1901 - 18 de julio de 1993). Abogado, agricultor y político conservador chileno. Hijo de Sótero Mardones y Elena Bissig. Casado en Negrete (Mulchén) con Cristina Díaz Villagra.
Estudió en el Seminario de Santiago y el de Chillán. Luego ingresó a la Facultad de Derecho de la Pontificia Universidad Católica, titulándose de Bachiller en Leyes.
Se dedicó a la Industria. Trabajó en la firma Bozzalla y Falabella (1930-1935). Como agricultor, explotó el fundo “Miraflores” en Negrete. Corresponsal de “El Diario Ilustrado” de su provincia. 
Militante del Partido Conservador; fue primer secretario de la Juventud Conservador (1928). Dirigente de dicha colectividad política. Fue Alcalde de la Municipalidad de Negrete (1936-1940).
Fue elegido Diputado por la 19.ª agrupación departamental de Laja, Nacimiento y Mulchén (1941-1945), integrando la comisión permanente de Vías y Obras Públicas.
Estableció la Casa del Pueblo, fundó la Asociación de Autobuses de Santiago. Socio del Club Hípico de Santiago.
Bibliografía
Valencia Aravia, Luis (1986). "Anales de la República: registros de los ciudadanos que han integrado los Poderes Ejecutivo y Legislativo" (2.ª edición). Santiago, Chile: Editorial Andrés Bello.
Urzúa Valenzuela, Germán (1992). "Historia Política de Chile y su Evolución Electoral desde 1810 a 1992" (3.ª edición). Santiago, Chile: Editorial Jurídica de Chile.